# Abbreviazione dei termini
L'abbreviazione dei termini è una misura derogatoria rispetto a procedure giudiziarie o amministrative, la cui esperibilità è subordinata al mancato decorso del tempo.

## Nel processo penale
L'abbreviazione dei termini previsti dal codice di procedura penale può avvenire in casi tassativamente stabiliti. Il giudice può nel mandato di comparizione abbreviare il termine per comparire valutando il caso e i motivi d'urgenza.
Le cose sequestrate che non possono essere custodite senza pericolo di deterioramento o senza rilevante dispendio possono essere vendute entro un termine abbreviato rispetto a quello normale.
Esistono, inoltre, altri casi di abbreviazione dei termini, generalmente a favore di una parte in possesso di dichiarazione ricevuta dal cancelliere o dal segretario del Pubblico Ministero procedente.